# Матросов, Алексей Евлампиевич
Алексей Евлампиевич Матросов (8 февраля 1911 — 14 марта 1982) — Герой Советского Союза. Командир эскадрильи 4-го авиационного полка 3-й авиационной дивизии авиации дальнего действия (АДД).

## Биография
Родился 8 февраля 1911 года в городе Санкт-Петербурге (с 1914 года — Петроград, с 1924 по 1991 годы — Ленинград) в семье рабочего. Русский. Член ВКП(б)/КПСС с 1932 года. Окончил школу ФЗУ, работал слесарем.
В Красной Армии с 1933 года. В 1936 году окончил Оренбургскую военную авиационную школу лётчиков и лётчиков-наблюдателей. Участник боёв с японскими милитаристами на реке Халхин-Гол (Монголия) в 1939 году. В боях Великой Отечественной войны с июля 1941 года. Служил в 3-й авиационной дивизии АДД, считавшейся главной ударной силой советской авиации на западном направлении, лётчики которой с первых дней войны сражалась под Смоленском и Москвой, а в конце 1942 года участвовали в битве под Сталинградом (с 1961 года — Волгоград).
Командир эскадрильи 4-го авиационного полка (3-я авиационная дивизия, АДД) майор Алексей Матросов, являвшийся одним из старейших лётчиков авиадивизии, в Сталинградском сражении умножил свою боевую славу. Бесстрашно и хладнокровно, он совершал в сутки по два-три и более боевых вылетов, добиваясь высокой эффективности бомбометания. К февралю 1943 года им совершено сто двадцать успешных боевых вылетов на разведку и бомбардировку важных объектов в глубоком тылу противника.
Указом Президиума Верховного Совета СССР «О присвоении звания Героя Советского Союза начальствующему составу авиации дальнего действия Красной Армии» от 25 марта 1943 года за  «образцовое выполнение боевых заданий командования и проявленные при этом отвагу и геройство» удостоен звания Героя Советского Союза с вручением ордена Ленина и медали «Золотая Звезда» (№ 829).
С мая 1943 года подполковник Матросов А. Е. — командир 17-го гвардейского авиационного полка дальнего действия (6-я гвардейская Сталинградская авиационная дивизия дальнего действия, 1-й гвардейский авиационный корпус дальнего действия), особо отличившегося в ходе Смоленско-Рославльской наступательной операции войск Западного фронта и в освобождении 25 сентября 1943 года от гитлеровской оккупации города Рославля Смоленской области. За что полку под его командованием приказом Верховного Главнокомандующего И. В. Сталина было присвоено наименование «Рославльский».
С 26 декабря 1944 года авиаполк, которым командовал А. Е. Матросов, был переименован в 17-й гвардейский бомбардировочный Рославльский авиационный полк (16-я гвардейская бомбардировочная Сталинградская авиационная дивизия, 1-й гвардейский бомбардировочный Смоленский авиационный корпус). Лётчики этого полка и их командир подполковник Матросов А. Е. завершили войну, участвуя в Берлинской наступательной операции и взятии города Берлина.
После войны продолжил службу в ВВС СССР, командовал авиационным полком. В 1951 году окончил Высшую лётно-тактическую школу дальней авиации, после чего служил в ней заместителем начальника учебно-лётного отдела.
В 1953 году вышел в запас в звании полковника. 
Жил в городе-герое Ленинграде. Скончался 14 марта 1982 года. Похоронен в Ленинграде на кладбище «Памяти жертв 9-го января» (участок № 59).

## Награды
- Медаль «Золотая Звезда» Героя Советского Союза,
- 2 Ордена Ленина (27 марта 1942; 25 марта 1943),
- Орден Красного Знамени (30 марта 1944),
- Орден Александра Невского (6 апреля 1945),
- Орден Красной Звезды (20 апреля 1953),
- медаль «За боевые заслуги» (3 ноября 1944),
- Другие медали.